# Korkeakoski (Juupajoki)
Korkeakoski är en tätort (finska: taajama) och centralort i Juupajoki kommun i landskapet Birkaland i Finland. Vid tätortsavgränsningen den 31 december 2021 hade Korkeakoski 794 invånare och omfattade en landareal av 4,52 kvadratkilometer.